# Enedena punctilinea
Enedena punctilinea (лат.) — вид совок из подсемейства совок-пядениц, описанный французским энтомологом Полем Доньеном в 1914 году. Единственный вид в роде Enedena.

## Описание
Голова и её придатки желтоватые. Щупики немного длиннее головы, их второй членик с бахромой волосков, третий очень короткий. Усики в коротких волосках. Голени и бёдра утолщены. Крылья и грудь светло-красновато-коричневые. Передние крылья на вершине закруглённые.

## Распространение
Вид известен по экземплярам собранным в Эквадоре в окрестностях города Лоха.